# Campionato del mondo rally 1997
Il campionato del mondo rally 1997 è la 25ª edizione del campionato del mondo rally organizzato dalla Federazione Internazionale dell'Automobile.

## Le premesse
Dopo tre anni di rotazione del calendario (due anni per Rally), torna normale e la stagione è composta da 14 rally. In quest'anno arrivano le World Rally Cars, vetture con potenza limitata a 300 cavalli con i team di Subaru, Ford e poi Toyota. La Mitsubishi rimane invece nel Gruppo A con la quarta evoluzione della Lancer. Il numero 1 è il campione uscente, il finlandese Tommi Mäkinen e il punteggio assegnato per ogni rally è simile a quello della Formula 1 (10-6-4-3-2-1).

## Team e piloti
| Team Mitsubishi Ralliart    | Mitsubishi | Lancer Evo IV Lancer Evo III | M | 1  | Tommi Mäkinen     | All                 |
| Team Mitsubishi Ralliart    | Mitsubishi | Lancer Evo IV Lancer Evo III | M | 2  | Uwe Nittel        | 1–2, 5–6, 10, 12    |
| Team Mitsubishi Ralliart    | Mitsubishi | Lancer Evo IV Lancer Evo III | M | 2  | Richard Burns     | 3–4, 7–9, 11, 13–14 |
| Team Mitsubishi Ralliart    | Mitsubishi | Lancer Evo IV Lancer Evo III | M | 10 | Uwe Nittel        | 8                   |
| Team Mitsubishi Ralliart    | Mitsubishi | Lancer Evo IV Lancer Evo III | M | 13 | Kenjirō Shinozuka | 13                  |
| 555 Subaru World Rally Team | Subaru     | Impreza WRC 97               | P | 3  | Colin McRae       | All                 |
| 555 Subaru World Rally Team | Subaru     | Impreza WRC 97               | P | 4  | Piero Liatti      | 1, 5–6, 12          |
| 555 Subaru World Rally Team | Subaru     | Impreza WRC 97               | P | 4  | Kenneth Eriksson  | 2–4, 7–11, 13–14    |
| 555 Subaru World Rally Team | Subaru     | Impreza WRC 97               | P | 8  | Piero Liatti      | 14                  |
| Ford Motor Co               | Ford       | Escort WRC                   | M | 5  | Carlos Sainz      | All                 |
| Ford Motor Co               | Ford       | Escort WRC                   | M | 6  | Armin Schwarz     | 1–6                 |
| Ford Motor Co               | Ford       | Escort WRC                   | M | 6  | Juha Kankkunen    | 7–14                |
| Ford Motor Co               | Ford       | Escort WRC                   | M | 16 | Angelo Medeghini  | 14                  |
| Toyota Castrol Team         | Toyota     | Corolla WRC                  | M | 7  | Didier Auriol     | 10–14               |
| Toyota Castrol Team         | Toyota     | Corolla WRC                  | M | 8  | Neal Bates        | 11, 13              |
| Toyota Castrol Team         | Toyota     | Corolla WRC                  | M | 9  | Marcus Grönholm   | 10, 14              |
| Toyota Castrol Team         | Toyota     | Corolla WRC                  | M | 10 | Freddy Loix       | 12                  |
| Peugeot Sport               | Peugeot    | 306 Maxi                     | M | 7  | Gilles Panizzi    | 5–6                 |
| Peugeot Sport               | Peugeot    | 306 Maxi                     | M | 9  | François Delecour | 5–6                 |

| Major entries not registered as manufacturers | Major entries not registered as manufacturers | Major entries not registered as manufacturers | Major entries not registered as manufacturers | Major entries not registered as manufacturers |
| Team                                          | Constructor                                   | Car                                           | Drivers                                       | Rounds                                        |
| --------------------------------------------- | --------------------------------------------- | --------------------------------------------- | --------------------------------------------- | --------------------------------------------- |
| RAS Sport                                     | Ford                                          | Ford Escort RS Cosworth                       | Didier Auriol                                 | 1                                             |
| RAS Sport                                     | Ford                                          | Ford Escort RS Cosworth                       | Jean-Pierre Richelmi                          | 4, 8                                          |
| Mobil Ford Motorsport                         | Ford                                          | Ford Escort RS Cosworth                       | Stig Blomqvist                                | 2                                             |
| Blue Rose Team                                | Ford                                          | Ford Escort RS Cosworth                       | Jarmo Kytölehto                               | 2                                             |
| Mats Jonsson                                  | Ford                                          | Ford Escort RS Cosworth                       | Mats Jonsson                                  | 2                                             |
| Gazprom Rally Team                            | Ford                                          | Ford Escort RS Cosworth                       | Alexander Zheludov                            | 14                                            |
| Gazprom Rally Team                            | Ford                                          | Escort WRC                                    | Bruno Thiry                                   | 14                                            |
| Totta Peres Competicao                        | Ford                                          | Escort WRC                                    | Fernando Peres                                | 4                                             |
| Belgacom Turbo Team                           | Ford                                          | Escort WRC                                    | Grégoire de Mevius                            | 4, 8, 12, 14                                  |
| Leonídas Kyrkos                               | Ford                                          | Escort WRC                                    | Leonídas Kyrkos                               | 8                                             |
| Blue Rose Team                                | Ford                                          | Escort WRC                                    | Jarmo Kytölehto                               | 10                                            |
| Ford Team Finland                             | Ford                                          | Escort WRC                                    | Sebastian Lindholm                            | 10                                            |
| Jolly Club                                    | Ford                                          | Escort WRC                                    | Gianfranco Cunico                             | 12                                            |
| Motorsport Consultancy                        | Ford                                          | Escort WRC                                    | Ari Vatanen                                   | 14                                            |
| Toyota Castrol Team                           | Toyota                                        | Celica GT-Four                                | Freddy Loix                                   | 1, 4, 8, 10, 13                               |
| Toyota Castrol Team                           | Toyota                                        | Celica GT-Four                                | Isolde Holderied                              | 1                                             |
| Toyota Castrol Team                           | Toyota                                        | Celica GT-Four                                | Thomas Rådström                               | 2, 8                                          |
| Toyota Castrol Team                           | Toyota                                        | Celica GT-Four                                | Tomas Jansson                                 | 2, 10                                         |
| Toyota Castrol Team                           | Toyota                                        | Celica GT-Four                                | Marcus Grönholm                               | 2, 4                                          |
| Toyota Castrol Team                           | Toyota                                        | Celica GT-Four                                | Ian Duncan                                    | 3                                             |
| Toyota Castrol Team                           | Toyota                                        | Celica GT-Four                                | Neal Bates                                    | 9                                             |
| Toyota Castrol Team                           | Toyota                                        | Celica GT-Four                                | Fujimoto Yoshio                               | 11, 13                                        |
| H.F. Grifone                                  | Toyota                                        | Celica GT-Four                                | Raúl Sufan                                    | 4–5, 6–13                                     |
| H.F. Grifone                                  | Toyota                                        | Celica GT-Four                                | Didier Auriol                                 | 6                                             |
| H.F. Grifone                                  | Toyota                                        | Celica GT-Four                                | Marcus Grönholm                               | 6                                             |
| H.F. Grifone                                  | Toyota                                        | Celica GT-Four                                | Pierlorenzo Zanchi                            | 12                                            |

## La stagione

### Rally di Montecarlo (18-23/01/1997)
Il campionato ha inizio a gennaio con il famoso Rally di Montecarlo, la prima speciale è basata sul tracciato di Formula 1, la speciale è vinta da Freddy Loix su Toyota Celica. Dopo la prima tappa comanda Carlos Sainz davanti a Tommi Mäkinen, mentre Piero Liatti con la Subaru è terzo; nella seconda tappa lo spagnolo della Ford ha ceduto le armi al finlandese Mäkinen, che comanda davanti all'italiano Liatti e allo stesso Sainz, intanto si registra il ritiro di Colin McRae per un'uscita di strada. Durante la terza tappa, bagnatissima, Tommi Mäkinen ha problemi alla sua vettura e perde due posizioni; Liatti riesce così a vincere il suo primo rally iridato, con Sainz secondo per 55 secondi di margine, Mäkinen solo 3°, davanti ad Armin Schwarz e Uwe Nittel con la vecchia Evo III e a Henrik Lundgaard con la Toyota.

### Rally di Svezia (07-10/02/1997)
Il rally di Svezia comincia con la superspeciale militare con Tommi Mäkinen e Thomas Rådström che segnano il miglior tempo. Il giorno seguente Kenneth Eriksson domina la prima tappa con pochi secondi su Tommi Mäkinen e Carlos Sainz. La classifica finale del rally non cambia particolarmente in seguito con Eriksson che si aggiudica la gara davanti a Sainz e a Mäkinen, ottima la prestazione di Colin McRae, quarto assoluto davanti a Rådström e a Schwarz che chiude la zona punti.

### Safari Rally (28/02-03/03/1997)
Il terzo round è il difficile Safari Rally, con il locale Ian Duncan che segna il miglior tempo nella prova d'apertura; Tommi Mäkinen vince invece la lunga speciale di 155 km e passa al comando mentre Carlos Sainz rompe una ruota, ritirandosi definitivamente. Armin Schwarz passa in testa dopo 3 speciali e comanda dopo la prima tappa. Il giorno successivo si continua, con Makinen che si ritira per la rottura del differenziale posteriore e Colin McRae che prende la testa e la mantiene sino alla fine vincendo il suo primo Safari davanti a Richard Burns con la Mitsubishi Carisma e Duncan con la Toyota Celica, più indietro ci sono Schwarz, Jonathan Toroitich e Fréderic Dor a completare la zona punti. Con questa vittoria, Colin McRae si porta al comando con un punto di vantaggio su Carlos Sainz.

### Rally del Portogallo (23-26/03/1997)
La prova successiva è il Rally del Portogallo; McRae in testa dopo la seconda prova deve cedere nella successiva a Kenneth Eriksson, ma riprende il comando fino alla quinta speciale, nella quale Carlos Sainz rompe la trasmissione della sua Ford. Nella prova successiva, Colin McRae accusa problemi elettrici e si ritira. Al termine della gara Mäkinen vince il suo primo rally stagionale e passa al comando con un margine di 5 punti sugli inseguitori.

### Rally di Spagna (13-16/04/1997)
Si rimane nel Mar Mediterraneo ma ci si sposta in Spagna per il Rally di Catalogna; nella prima speciale sono le Peugeot 306 Maxi di François Delecour e Gilles Panizzi a segnare il miglior tempo. Panizzi mantiene la testa fino alla 5ª speciale dove cede la leadership a Colin McRae che ha vinto il rally l'anno precedente. La giornata successiva con McRae in testa fino alla 9ª speciale, quando Armin Schwarz rompe la trasmissione della sua Ford Escort. Dalla 10ª prova speciale inizia un duello tra Piero Liatti e Tommi Mäkinen che alla fine della gara vedrà il finlandese prevalere sull'italiano per soli 7 secondi. Terzo si piazza Panizzi con la Peugeot mentre Delecour su una vettura gemella non riesce a vedere l'arrivo per aver saltato un controllo orario al parco chiuso. In zona punti anche McRae, un altro italiano, Angelo Medeghini e Rui Madeira.

### Rally di Francia (04-07/05/1997)
Il campionato si sposta in Corsica (6ª prova del campionato mondiale rally) per il Tour de Corse; sei prove speciali nella prima tappa, con McRae che si porta subito in testa ma al termine della prima tappa comandano le Peugeot di Delecour e Panizzi. Delecour nella 14ª speciale cede la leadership a Carlos Sainz che, a sua volta, nell'ultima speciale si fa sopravanzare da Colin McRae. Nella classifica finale seguono lo stesso Sainz, Panizzi, Delecour, Piero Liatti e Bugalski con la Renault Mégane.

### Rally d'Argentina (21-24/05/1997)
Per la settima prova iridata ci si sposta in Sudamerica con il Rally d'Argentina; la Ford cambia pilota da questo rally, Armin Schwarz passa il testimone al quattro volte campione del mondo Juha Kankkunen. Dalla terza prova in poi Tommi Mäkinen prende il comando e non lo cede più sino alla fine. Tra i ritiri, da registrare nella 16ª speciale quello di Richard Burns per la rottura della sospensione, stesso punto e stessa sorte per Kankkunen, 5 speciali più tardi Carlos Sainz arriva in assistenza con problemi di rurriscaldamento al motore. Al termine il finlandese della Mitsubishi precede le Subaru di Colin McRae e Kenneth Eriksson, le Toyota Celica di Marcus Grönholm e Didier Auriol e Gustavo Trelles sulla Mitsubishi, sesto assoluto e primo di Gruppo N.

### Rally di Grecia (07-10/06/1997)
Dall'autunno Sudamericano all'estate europea; l'ultima prova prima della pausa di sei settimane è in Grecia con il rally dell'Acropoli che si chiude con la prima vittoria dell'anno per la Ford con Carlos Sainz, seguito dal compagno di squadra Juha Kankkunen e dalle Mitsubishi di Mäkinen e Burns.

### Rally della Nuova Zelanda (02-05/08/1997)
Dopo sei settimane di pausa, il campionato riprende in Oceania con il rally di Nuova Zelanda; la nona gara stagionale si apre con la superspeciale di Manukau, Colin McRae mette tutti gli altri molto indietro e si porta subito al comando, vince anche quella successiva e rimane al comando fino all'ottava. Quando il pilota della Subaru si ritira nella successiva per problemi meccanici, la leadership è ceduta a Kenneth Eriksson, che manterrà la testa fino alla fine della gara e che precede le Ford di Sainz e Kankkunen sul podio, Burns è quarto davanti agli oceanici Possum Bourne (Subaru Impreza) e Neal Bates (Toyota Celica).

### Rally di Finlandia (29-31/08/1997)
Nel Rally di Finlandia da segnalare il ritorno della Toyota nel mondiale rally con una nuova vettura, la Corolla WRC, i piloti sono il campione del mondo 1994 Didier Auriol e il giovane finlandese Marcus Grönholm. Dopo la prima tappa, approfittando di una penalità di Carlos Sainz, Grönholm si trova in testa alla gara con la nuova Toyota. Nella giornata successiva si registrano i ritiri di Colin McRae e Kenneth Eriksson per problemi meccanici e nell'ultima speciale della giornata, Mäkinen si porta in testa alla gara. Il campione del mondo in carica non lascia più il comando e al termine precede Juha Kankkunen, Jarmo Kytolehtö, Sebastian Lindholm, Tomas Jansson e Pasi Hagstrom. Zona punti tutta scandinava, l'unica Corolla rimasta in gara è quella di Didier Auriol, ottavo.

### Rally d'Indonesia (18-21/09/1997)
Il rally successivo è in territorio asiatico con il rally d'Indonesia dove si registra il secondo successo stagionale per la Ford con Carlos Sainz. Kankkunen è secondo e Kenneth Eriksson terzo, quarto si piazza Richard Burns davanti a Yoshio Fujimoto e al malese, primo di Gruppo N, Karamijt Singh con la variante malese della Lancer, la Proton Wira. A questo punto della stagione la classifica vede Makinen 52; Sainz 44; McRae 32.

### Rally d'Italia (12-15/10/1997)
Dopo molte gare sterrate si torna sull'asfalto italiano del Rally di Sanremo; dopo un lungo duello Colin McRae vincerà la gara con soli 6 secondi di margine su Piero Liatti (che gli cede la vittoria rallentando nell'ultima speciale); Tommi Mäkinen chiuderà terzo davanti a Carlos Sainz, Loix e Juha Kankkunen.

### Rally d'Australia (30/10-02/11/1997)
La penultima prova di campionato è il Rally d'Australia dove McRae doppia il successo italiano, precedendo in classifica Tommi Mäkinen. Terzo Didier Auriol che guadagna il primo podio stagionale con la nuova Toyota.

### Rally di Gran Bretagna (22-25/11/1997)
Il verdetto finale del Mondiale '97, deve giungere al RAC Rally; Colin McRae ha 10 punti di scarto da Tommi Mäkinen e al pilota della Mitsubishi basta terminare nella zona punti per diventare campione del mondo. McRae riesce a vincere la gara davanti alle Ford di Kankkunen e Sainz, quarto è Burns, quinto è Marcus Grönholm. Tommi Mäkinen giungendo sesto si riconferma campione del mondo.

## I risultati
|                |                    |                     |                     |
| Nero = Asfalto | Marrone = Sterrato | Blu = Ghiaccio/Neve | Rosso = Fondo Misto |

| Nome del rally                                      | Date del rally            | Podio dei piloti (Tempo Totale)                                                              | Podio delle auto                                                              |
| --------------------------------------------------- | ------------------------- | -------------------------------------------------------------------------------------------- | ----------------------------------------------------------------------------- |
| 65ème Rallye Automobile de Monte-Carlo              | 19 gennaio-22 gennaio     | 1. Piero Liatti (4h:26m:58s) 2. Carlos Sainz (4h:27m:53s) 3. Tommi Mäkinen (4h:29m:29s)      | 1. Subaru Impreza WRC 2. Ford Escort WRC 3. Mitsubishi Lancer Evo 4           |
| 46th International Swedish Rally                    | 7 febbraio-10 febbraio    | 1. Kenneth Eriksson (3h:51m:49s) 2. Carlos Sainz (3h:52m:05s) 3. Tommi Mäkinen (3h:52m:15s)  | 1. Subaru Impreza WRC 2. Ford Escort WRC 3. Mitsubishi Lancer Evo 4           |
| 45th Safari Rally Kenya                             | 1º marzo-3 marzo          | 1. Colin McRae (11h:29m:00s) 2. Richard Burns (11h:36m:04s) 3. Ian Duncan (11h:40m:18s)      | 1. Subaru Impreza WRC 2. Mitsubishi Carisma GT Evo 4 3. Toyota Celica GT-Four |
| 31º TAP Rallye de Portugal                          | 23 marzo-26 marzo         | 1. Tommi Mäkinen (4h:53m:01s) 2. Freddy Loix (4h:57m:06s) 3. Armin Schwarz (4h:59m:34s)      | 1. Mitsubishi Lancer Evo 4 2. Toyota Celica GT-Four 3. Ford Escort WRC        |
| 33º Rallye Catalunya-Costa Brava (Rallye de España) | 14 aprile-16 aprile       | 1. Tommi Mäkinen (4h:08m:46s) 2. Piero Liatti (4h:08m:53s) 3. Gilles Panizzi (4h:11m:55s)    | 1. Mitsubishi Lancer Evo 4 2. Subaru Impreza WRC 3. Peugeot 306 Maxi          |
| 41ème Tour de Corse - Rallye de France              | 5 maggio-7 maggio         | 1. Colin McRae (4h:31m:08s) 2. Carlos Sainz (4h:31m:16s) 3. Gilles Panizzi (4h:31m:46s)      | 1. Subaru Impreza WRC 2. Ford Escort WRC 3. Peugeot 306 Maxi                  |
| 17º Rally Argentina                                 | 22 maggio-24 maggio       | 1. Tommi Mäkinen (4h:25m:38s) 2. Colin McRae (4h:26m:39s) 3. Kenneth Eriksson (4h:30m:06s)   | 1. Mitsubishi Lancer Evo 4 2. Subaru Impreza WRC 3. Subaru Impreza WRC        |
| 44th Acropolis Rally of Greece                      | 8 giugno-10 giugno        | 1. Carlos Sainz (4h:56m:24s) 2. Juha Kankkunen (4h:56m:41s) 3. Tommi Mäkinen (5h:01m:27s)    | 1. Ford Escort WRC 2. Ford Escort WRC 3. Mitsubishi Lancer Evo 4              |
| 27th Smokefree Rally New Zealand                    | 2 agosto-5 agosto         | 1. Kenneth Eriksson (4h:14m:11s) 2. Carlos Sainz (4h:14m:24s) 3. Juha Kankkunen (4h:14m:30s) | 1. Subaru Impreza WRC 2. Ford Escort WRC 3. Ford Escort WRC                   |
| 47th Neste Rally Finland                            | 29 agosto-31 agosto       | 1. Tommi Mäkinen (3h:16m:18s) 2. Juha Kankkunen (3h:16m:25s) 3. Jarmo Kytölehto (3h:18m:18s) | 1. Mitsubishi Lancer Evo 4 2. Ford Escort WRC 3. Ford Escort WRC              |
| 22nd Rally Indonesia                                | 19 settembre-21 settembre | 1. Carlos Sainz (4h:37m:30s) 2. Juha Kankkunen (4h:37m:46s) 3. Kenneth Eriksson (4h:38m:49s) | 1. Ford Escort WRC 2. Ford Escort WRC 3. Subaru Impreza WRC                   |
| 39º Rallye Sanremo - Rallye d'Italia                | 13 ottobre-15 ottobre     | 1. Colin McRae (4h:08m:25s) 2. Piero Liatti (4h:08m:31s) 3. Tommi Mäkinen (4h:08m:37s)       | 1. Subaru Impreza WRC 2. Subaru Impreza WRC 3. Mitsubishi Lancer Evo 4        |
| 10th API Rally Australia                            | 30 ottobre-2 novembre     | 1. Colin McRae (4h:05m:31s) 2. Tommi Mäkinen (4h:05m:37s) 3. Didier Auriol (4h:05m:52s)      | 1. Subaru Impreza WRC 2. Mitsubishi Lancer Evo 4 3. Toyota Corolla WRC        |
| 53rd Network Q Rally                                | 23 novembre-25 novembre   | 1. Colin McRae (3h:54m:31s) 2. Juha Kankkunen (3h:57m:18s) 3. Carlos Sainz (3h:58m:24s)      | 1. Subaru Impreza WRC 2. Ford Escort WRC 3. Ford Escort WRC                   |

## Classifiche finali
| No | Eventi     | Monaco (bandiera) | Svezia (bandiera) | Kenya (bandiera) | Portogallo (bandiera) | Spagna (bandiera) | Francia (bandiera) | Argentina (bandiera) | Grecia (bandiera) | Nuova Zelanda (bandiera) | Finlandia (bandiera) | Indonesia (bandiera) | Italia (bandiera) | Australia (bandiera) | Regno Unito (bandiera) | Totale |
| -- | ---------- | ----------------- | ----------------- | ---------------- | --------------------- | ----------------- | ------------------ | -------------------- | ----------------- | ------------------------ | -------------------- | -------------------- | ----------------- | -------------------- | ---------------------- | ------ |
| 1  | Subaru     | 10                | 13                | 10               | -                     | 9                 | 12                 | 10                   | -                 | 10                       | -                    | 4                    | 16                | 10                   | 10                     | 114    |
| 2  | Ford       | 9                 | 7                 | 3                | 4                     | -                 | 6                  | -                    | 16                | 10                       | 6                    | 16                   | 4                 | -                    | 10                     | 91     |
| 3  | Mitsubishi | 6                 | 4                 | 6                | 10                    | 10                | -                  | 7                    | 7                 | 3                        | 10                   | 3                    | 4                 | 9                    | 4                      | 86     |

| No  | Eventi                | Monaco (bandiera) | Svezia (bandiera) | Kenya (bandiera) | Portogallo (bandiera) | Spagna (bandiera) | Francia (bandiera) | Argentina (bandiera) | Grecia (bandiera) | Nuova Zelanda (bandiera) | Finlandia (bandiera) | Indonesia (bandiera) | Italia (bandiera) | Australia (bandiera) | Regno Unito (bandiera) | Totale |
| --- | --------------------- | ----------------- | ----------------- | ---------------- | --------------------- | ----------------- | ------------------ | -------------------- | ----------------- | ------------------------ | -------------------- | -------------------- | ----------------- | -------------------- | ---------------------- | ------ |
| 1   | Tommi Mäkinen         | 4                 | 4                 | -                | 10                    | 10                | -                  | 10                   | 4                 | -                        | 10                   | -                    | 4                 | 6                    | 1                      | 63     |
| 2   | Colin McRae           | -                 | 3                 | 10               | -                     | 3                 | 10                 | 6                    | -                 | -                        | -                    | -                    | 10                | 10                   | 10                     | 62     |
| 3   | Carlos Sainz          | 6                 | 6                 | -                | -                     | -                 | 6                  | -                    | 10                | 6                        | -                    | 10                   | 3                 | -                    | 4                      | 51     |
| 4   | Juha Kankkunen        | -                 | -                 | -                | -                     | -                 | -                  | -                    | 6                 | 4                        | 6                    | 6                    | 1                 | -                    | 6                      | 29     |
| 5   | Kenneth Eriksson      | -                 | 10                | -                | -                     | -                 | -                  | 4                    | -                 | 10                       | -                    | 4                    | -                 | -                    | -                      | 28     |
| 6   | Piero Liatti          | 10                | -                 | -                | -                     | 6                 | 2                  | -                    | -                 | -                        | -                    | -                    | 6                 | -                    | -                      | 24     |
| 7   | Richard Burns         | -                 | -                 | 6                | -                     | -                 | -                  | -                    | 3                 | 3                        | -                    | 3                    | -                 | 3                    | 3                      | 21     |
| 8   | Armin Schwarz         | 3                 | 1                 | 3                | 4                     | -                 | -                  | -                    | -                 | -                        | -                    | -                    | -                 | -                    | -                      | 11     |
| 9   | Freddy Loix           | -                 | -                 | -                | 6                     | -                 | -                  | -                    | -                 | -                        | -                    | -                    | 2                 | -                    | -                      | 8      |
| 10  | Gilles Panizzi        | -                 | -                 | -                | -                     | 4                 | 4                  | -                    | -                 | -                        | -                    | -                    | -                 | -                    | -                      | 8      |
| 11  | Didier Auriol         | -                 | -                 | -                | -                     | -                 | -                  | 2                    | -                 | -                        | -                    | -                    | -                 | 4                    | -                      | 6      |
| 12  | Marcus Grönholm       | -                 | -                 | -                | -                     | -                 | -                  | 3                    | -                 | -                        | -                    | -                    | -                 | -                    | 2                      | 5      |
| 13= | Ian Duncan            | -                 | -                 | 4                | -                     | -                 | -                  | -                    | -                 | -                        | -                    | -                    | -                 | -                    | -                      | 4      |
| 13= | Jarmo Kytölehto       | -                 | -                 | -                | -                     | -                 | -                  | -                    | -                 | -                        | 4                    | -                    | -                 | -                    | -                      | 4      |
| 15= | Thomas Rådström       | -                 | 2                 | -                | -                     | -                 | -                  | -                    | 2                 | -                        | -                    | -                    | -                 | -                    | -                      | 4      |
| 15= | Peter 'Possum' Bourne | -                 | -                 | -                | -                     | -                 | -                  | -                    | -                 | 2                        | -                    | -                    | -                 | 2                    | -                      | 4      |
| 17= | Grégoire De Mévius    | -                 | -                 | -                | 3                     | -                 | -                  | -                    | -                 | -                        | -                    | -                    | -                 | -                    | -                      | 3      |
| 17= | François Delecour     | -                 | -                 | -                | -                     | -                 | 3                  | -                    | -                 | -                        | -                    | -                    | -                 | -                    | -                      | 3      |
| 17= | Sebastian Lindholm    | -                 | -                 | -                | -                     | -                 | -                  | -                    | -                 | -                        | 3                    | -                    | -                 | -                    | -                      | 3      |
| 20  | Uwe Nittel            | 2                 | -                 | -                | -                     | -                 | -                  | -                    | 1                 | -                        | -                    | -                    | -                 | -                    | -                      | 3      |
| 21= | Jonathan Toroitich    | -                 | -                 | 2                | -                     | -                 | -                  | -                    | -                 | -                        | -                    | -                    | -                 | -                    | -                      | 2      |
| 21= | Jean-Pierre Richelmi  | -                 | -                 | -                | 2                     | -                 | -                  | -                    | -                 | -                        | -                    | -                    | -                 | -                    | -                      | 2      |
| 21= | Angelo Medeghini      | -                 | -                 | -                | -                     | 2                 | -                  | -                    | -                 | -                        | -                    | -                    | -                 | -                    | -                      | 2      |
| 21= | Tomas Jansson         | -                 | -                 | -                | -                     | -                 | -                  | -                    | -                 | -                        | 2                    | -                    | -                 | -                    | -                      | 2      |
| 21= | Yoshio Fujimoto       | -                 | -                 | -                | -                     | -                 | -                  | -                    | -                 | -                        | -                    | 2                    | -                 | -                    | -                      | 2      |
| 26= | Henrik Lundgaard      | 1                 | -                 | -                | -                     | -                 | -                  | -                    | -                 | -                        | -                    | -                    | -                 | -                    | -                      | 1      |
| 26= | Frédéric Dor          | -                 | -                 | 1                | -                     | -                 | -                  | -                    | -                 | -                        | -                    | -                    | -                 | -                    | -                      | 1      |
| 26= | Masao Kamioka         | -                 | -                 | -                | 1                     | -                 | -                  | -                    | -                 | -                        | -                    | -                    | -                 | -                    | -                      | 1      |
| 26= | Rui Madeira           | -                 | -                 | -                | -                     | 1                 | -                  | -                    | -                 | -                        | -                    | -                    | -                 | -                    | -                      | 1      |
| 26= | Philippe Bugalski     | -                 | -                 | -                | -                     | -                 | 1                  | -                    | -                 | -                        | -                    | -                    | -                 | -                    | -                      | 1      |
| 26= | Gustavo Trelles       | -                 | -                 | -                | -                     | -                 | -                  | 1                    | -                 | -                        | -                    | -                    | -                 | -                    | -                      | 1      |
| 26= | Neal Bates            | -                 | -                 | -                | -                     | -                 | -                  | -                    | -                 | 1                        | -                    | -                    | -                 | -                    | -                      | 1      |
| 26= | Pasi Hagström         | -                 | -                 | -                | -                     | -                 | -                  | -                    | -                 | -                        | 1                    | -                    | -                 | -                    | -                      | 1      |
| 26= | Karamjit Singh        | -                 | -                 | -                | -                     | -                 | -                  | -                    | -                 | -                        | -                    | 1                    | -                 | -                    | -                      | 1      |
| 26= | Ed Ordynski           | -                 | -                 | -                | -                     | -                 | -                  | -                    | -                 | -                        | -                    | -                    | -                 | 1                    | -                      | 1      |